# Бесагашский сельский округ
Бесага́шский се́льский окру́г (каз. Бесағаш ауылдық округі) — административная единица в составе Жамбылского района Жамбылской области Казахстана.
Административный центр — село Бесагаш.

## История
В 1989 году существовал как Бесагашский сельсовет в составе двух сёл: Бесагаш (административный центр) и Колькайнар.
В периоде 1991—1998 годов:
- Бесагашский сельсовет был преобразован в сельский округ согласно реформам административно-территориального устройства Республики Казахстан;
- в состав Бесагашского сельского округа был включен Турксибский сельский округ (село Турксиб);
- село Колькайнар было передано в состав Колькайнарского сельского округа.

## Население
| Численность населения | Численность населения | Численность населения |
| 1989                  | 1999                  | 2009                  |
| --------------------- | --------------------- | --------------------- |
| 2621                  | ↗5457                 | ↗6012                 |

## Состав
| № | Населённый пункт | Тип населённого пункта       | Население, 1989 | Население, 1999 | Население, 2009 |
| - | ---------------- | ---------------------------- | --------------- | --------------- | --------------- |
| 1 | Бесагаш          | село, административный центр | 2 500           | ↗2 523          | ↘2 496          |
| 2 | Колькайнар       | село, передано               | 121             | —               | —               |
| 3 | Турксиб          | село                         | 2 701           | ↗2 934          | ↗3 516          |